# Clusia osseocarpa
Clusia osseocarpa är en tvåhjärtbladig växtart som beskrevs av B. Maguire. Clusia osseocarpa ingår i släktet Clusia och familjen Clusiaceae. Inga underarter finns listade i Catalogue of Life.